# Monastère du désert de Pokrovsk
Le Monastère du désert de Pokrovsk (en ukrainien : Покровський Голосіївський чоловічий монастир et russe : Свято-Покровский мужской монастырь, Голосеевская пустынь) est un monastère ukrainien orthodoxe situé dans le raïon de Holossiïv en la ville de Kiev.

## Histoire
Le monastère se situe au n°14 de la rue Zatievakhina qui abrite une communauté masculine et a été fondé en 1631. Il est classé numéro 80-361-9011 au Registre national des monuments immeubles d'Ukraine.
Il a été fondé au XVIIe siècle par Pierre Mohyla qui y fit construire une église dédiée à Jean Martyr. Le lieu devint la résidence d'été des métropolites de Kiev.
Le monastère fut dissous avec la révolution de 1917 pour devenir la propriété de la ville et en 1923 un site d'enseignement agricole. Restauré de 1990 à 2000, il accueille depuis le 12 septembre 2023 les moines et institutions de la Laure des Grottes de Kiev dont les bâtiments ont été mis sous scellés.

## Galerie d'images

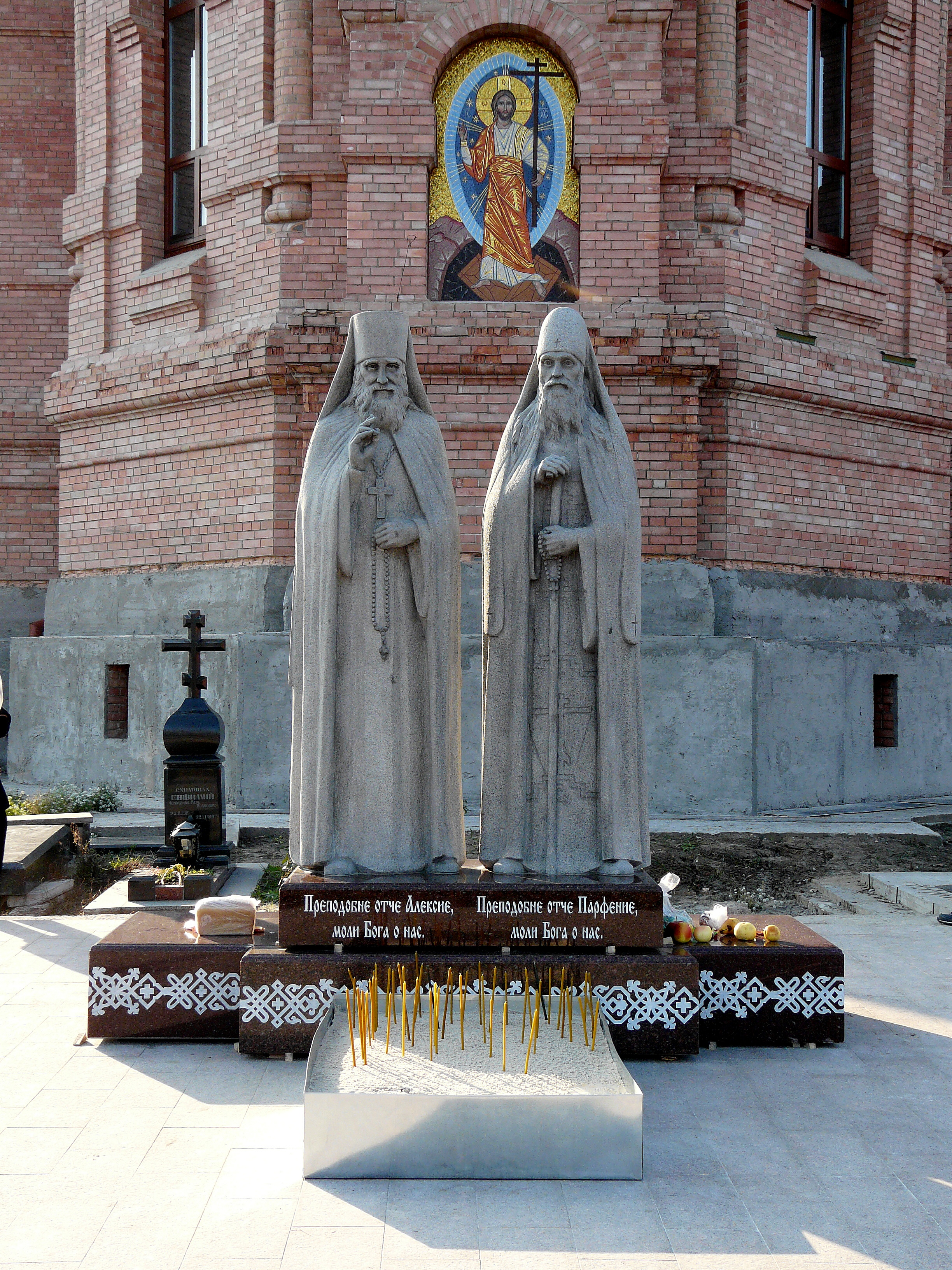
Tombes des saints Oleksy et Parfeniy classées n° : 80-361-0729[4] et n° : 80-361-0730[5],
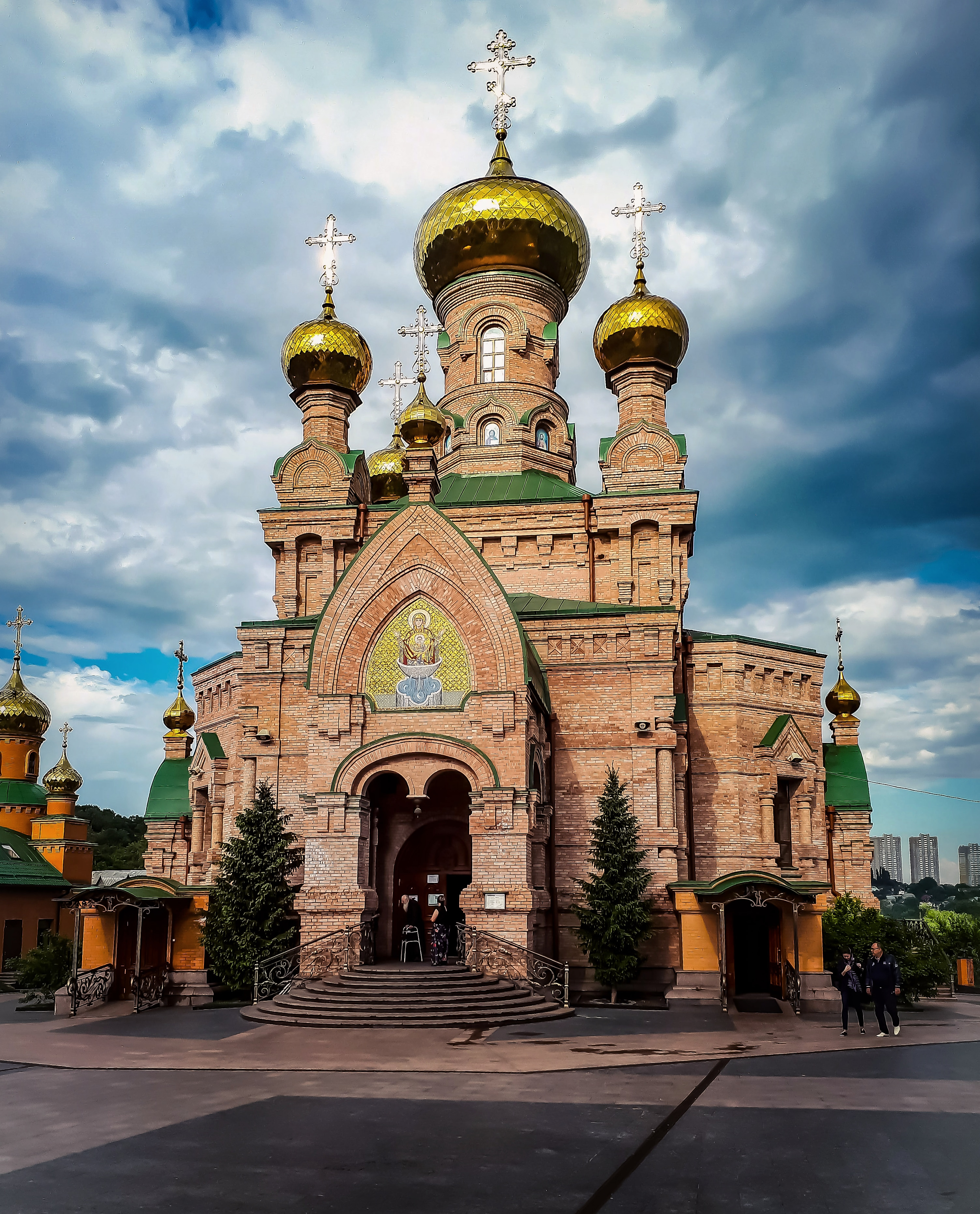
Église Notre-Dame
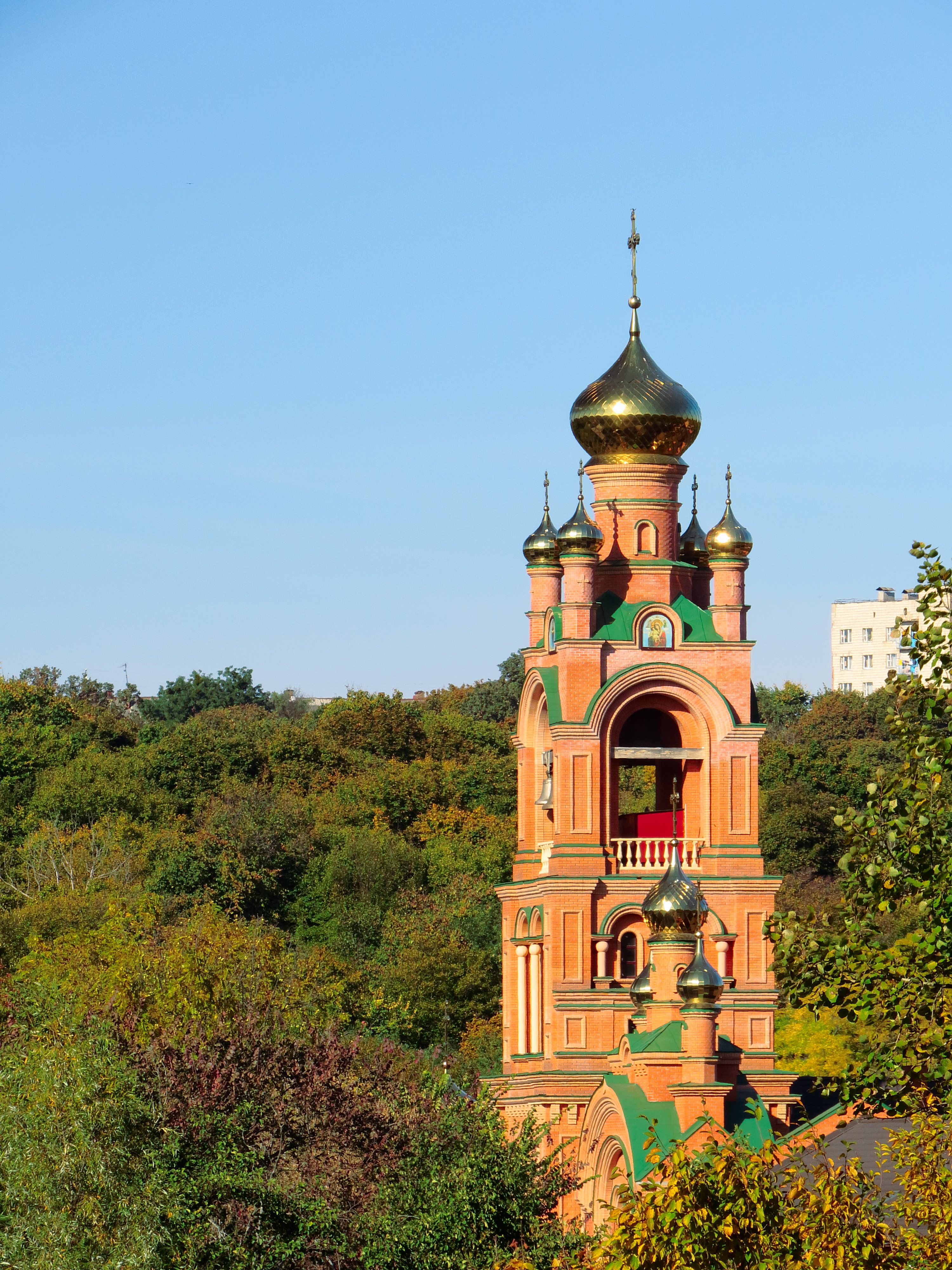
Clocher classé n°80-361-3006[6].
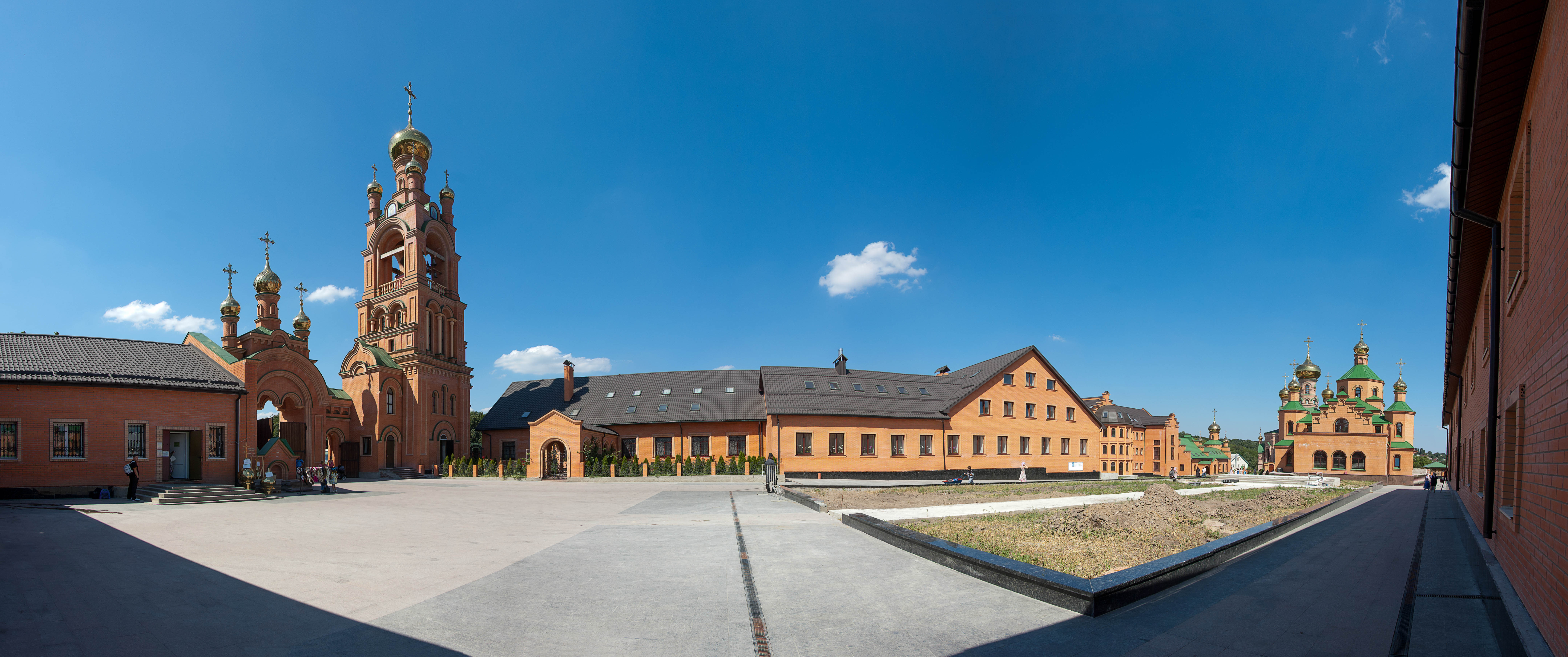
Vue générale.